# Nokia E63
Nokia E63 es un teléfono inteligente desarrollado por Nokia para el entorno corporativo. Está basado en el sistema operativo Symbian S60.

## Características
- Forma: Monobloque con teclado Qwerty
- Dimensiones: 113 x 59 x 13 mm
- Peso: 126 g
- Pantalla: 320px X 240px, 2.36", 16 millones de colores
- Sistema operativo: Symbian OS9.2, S60 3.1 Edition
- Transferencia de datos: CSD, HSCSD, GPRS class 32, EDGE class 32, 3G 384/384 kbit/s, WLAN IEEE 802.11b/g, TCP/IP
- Conectividad: Conector Micro-USB, entrada de audio 3.5 mm, Bluetooth 2.0
- Memoria: Interna ~120 MB, MicroSD hasta 8 GiB
- Programas incluidos: Lector de PDF, Quick office (word / excel / powerpoint)
- Cámara: 2Mpx (sin autofocus), grabación de video a 320x240px

## Frecuencia de operación nokia E63
- E63-1 Quad-band EGSM 850/900/1800/1900, WCDMA 900/2100
- E63-2 Quad-band EGSM 850/900/1800/1900, WCDMA 850/1900
- E63-3 Quad-band EGSM 850/900/1800/1900, WCDMA 850/2100